# Корбино (деревня)
Ко́рбино — деревня в Грязовецком районе Вологодской области России.
Входит в состав Перцевского муниципального образования, с точки зрения административно-территориального деления — в Перцевский сельсовет.
Расстояние по автодороге до районного центра Грязовца — 7 км, до центра муниципального образования Слободы — 17 км. Ближайшие населённые пункты — Качалово, Данилово, Козлово.
По переписи 2002 года население — 5 человек.